# Czechosłowacja na Letnich Igrzyskach Olimpijskich 1964
Czechosłowację na Letnich Igrzyskach Olimpijskich 1964 reprezentowało 104 zawodników, 95 mężczyzn i 9 kobiet.

## Zdobyte medale
| Medal  | Zawodnik | Dyscyplina           | Konkurencja                     |
| ------ | --- | -------------------- | ------------------------------- |
| Złoto  | Jiří Daler | Kolarstwo            | 4 km na dochodzenie             |
| Złoto  | Hans Zdražila | Podnoszenie ciężarów | Waga średnia                    |
| Złoto  | Věra Čáslavská | Gimnastyka           | Wielobój indywidualnie          |
| Złoto  | Věra Čáslavská | Gimnastyka           | Skok przez konia                |
| Złoto  | Věra Čáslavská | Gimnastyka           | Ćwiczenia na równoważni         |
| Srebro | Ludvík Daněk | Lekkoatletyka        | Rzut dyskiem                    |
| Srebro | Josef Odložil | Lekkoatletyka        | Bieg na 1500 m                  |
| Srebro | Věra Čáslavská Hana Růžičková Jaroslava Sedláčková Adolfína Tkačíková Marianna Némethová-Krajčírová Jana Kubičková-Posnerová | Gimnastyka           | Wielobój drużynowo              |
| Srebro | Milan Čuda Bohumil Golian Zdeněk Humhal Petr Kop Josef Musil Karel Paulus Boris Perušič Pavel Schenk Václav Šmídl Josef Šorm Ladislav Toman | Piłka siatkowa       | Turniej mżczyzn                 |
| Srebro | František Schmucker Anton Urban Zdeněk Pičman Josef Vojta Vladimír Weiss Ján Geleta Jan Brumovský Ivan Mráz Karel Lichtnégl Vojtech Masný František Valošek Anton Švajlen Karel Knesl Štefan Matlák Karel Nepomucký František Knebort Ľudovít Cvetler | Piłka nożna          | Turniej mżczyzn                 |
| Srebro | Jiří Kormaník | Zapasy               | Waga średnia w stylu klasycznym |
| Brąz   | Vladimír Andrs Pavel Hofmann | Wioślarstwo          | Dwójka podwójna                 |
| Brąz   | Petr Čermák Jiří Lundák Jan Mrvík Július Toček Josef Věntus Luděk Pojezný Bohumil Janoušek Richard Nový Miroslav Koníček | Wioślarstwo          | Ósemka                          |
| Brąz   | Lubomír Nácovský | Strzelectwo          | Pistolet szybkostrzelny 25 m    |